# (38630) 2000 GA93
2000 GA93 (asteroide 38630) é um asteroide da cintura principal. Possui uma excentricidade de 0.07823390 e uma inclinação de 4.25458º.
Este asteroide foi descoberto no dia 5 de abril de 2000 por LINEAR em Socorro.